# Juli Batllevell i Arús
Juli Batllevell i Arús (1864, Sabadell – 20. září 1928, Barcelona) byl katalánský architekt.
Jeho otec, Gabriel Batllevell, byl stavební mistr. V jeho stopách vystudoval architekturu a absolvoval v roce 1890. Krátce poté se stal městským architektem Sabadellu.
Byl žákem Domènecha a asistentem Gaudího (např. Casa Calvet).
V roce 1909 byl jmenován viceprezidentem Svazu architektů Katalánska.

## Budovy
| Název                            | Datum             | Adresa                                                                             | Poznámka                              | Foto                                       |
| -------------------------------- | ----------------- | ---------------------------------------------------------------------------------- | ------------------------------------- | ------------------------------------------ |
| Teatre-Cafè Euterpe              | 1892-1893         | Rambla 3-3B Sabadell                                                               | neexistuje                            | Cafè Euterpe                               |
| Casa Bru                         | 1893              | Gràcia 129-131 Sabadell                                                            |                                       | Casa Bru                                   |
| El Marquet de les Roques         | 1895              | Vall d'Horta (Parc Natural de Sant Llorenç del Munt i l'Obac, Sant Llorenç Savall) | nyní informační kancelář Parc Natural | El Marquet de les Roques                   |
| Sant Pere de Terrassa            | 1897              | Alcalde Parellada 20 Terrassa                                                      |                                       | Antic ajuntament de Sant Pere              |
| Escola Enric Casassas            | 1897 1982 reforma | Les Paus, Llobet Sabadell                                                          | nyní CEIP Enric Casassas              | Escola Enric Casassas                      |
| Věznice Sabadell                 | 1898              | Alfons Sala / Tres Creus / Covadonga Sabadell                                      | zničeno (1971)                        | Presó de Sabadell                          |
| Budova L'Energia                 | 1899              | Plaça del Gas Sabadell                                                             | nyní Museu del Gas                    | Edifici L'Energia                          |
| Casa Teodoro Prat                | 1899              | Bailén 9 Barcelona                                                                 |                                       |                                            |
| Fasáda radnice v Sabadellu       | 1901              | plaça de Sant Roc 1 Sabadell                                                       |                                       | Ajuntament de Sabadell, façana posterior   |
| Hotel Espanya                    | 1901              | Rambla 22-24 Sabadell                                                              |                                       | Hotel Espanya                              |
| Habitatges d'en Mateu Brujas     | 1901              | Rambla 9-11 Sabadell                                                               |                                       | Habitatges d'en Mateu Brujas               |
| Casa Vicenç Ferrer i cia.        | 1901, 1902        | plaça Major 58-60 Sabadell                                                         |                                       | Casa Vicenç Ferrer                         |
| Hotel Suís                       | 1902-1904         | Indústria 59 Sabadell                                                              |                                       | Hotel Suís                                 |
| Cases Manent                     | 1902-1906         | Escola Industrial 12-18 Sabadell                                                   |                                       | Casas Manent                               |
| Casa Martí Trias i Domènech      | 1903              | Parc Güell Barcelona                                                               |                                       | Casa Martí Trias i Domènech                |
| Casa Marcet - Font Grau          | 1903 (přestavba)  | Joan Maragall 7 Sabadell                                                           |                                       | Casa Marcet                                |
| Casa Antoni Salvador             | 1904              | Casp 46 Barcelona                                                                  |                                       | Casa Antoni Salvador                       |
| Kasárna civilní gardy Parc Güell | 1905              | Avinguda del Santuari de Sant Josep de la Muntanya 31-35 Barcelona                 |                                       | Caserna de la Guàrdia Civil del Parc Güell |
| Casa Antònia Burés               | 1906              | Ausiàs March 46 Barcelona                                                          |                                       | Casa Antònia Burés                         |
| Despatx Lluch                    | 1908              | Indústria 10 Sabadell                                                              |                                       | Despatx Lluch                              |
| Casa Isard-Llonch                | 1908 (přestavba)  | Riego 59-61 Sabadell                                                               |                                       | Casa Isard-Llonch                          |
| Villa Subur                      | 1908              | Artur Carbonell 23 Sitges                                                          |                                       | Villa Subur                                |
| Casa Prats                       | 1910              | D'en Font 32 Sabadell                                                              |                                       | Casa Prats                                 |
| Villa Remei                      | 1911              | Artur Carbonell 25 Sitges                                                          |                                       | Villa Remei                                |
| Kasárna civilní gardy            | 1911-1913         | Gabriel Batllevell, 18-31 Sabadell                                                 |                                       | Caserna de la Guàrdia Civil (Sabadell)     |
| Habitatges de Francesc Ruhí      | 1922              | Via Massagué 44 Sabadell                                                           |                                       | Habitatges de Francesc Ruhí                |
| Odeón                            | 1926-1928         | Urgell 224-234 / Còrsega 161 Barcelona                                             | neexistuje                            |                                            |